# Rhopus flavidus
Rhopus flavidus är en stekelart som först beskrevs av Mercet 1921.  Rhopus flavidus ingår i släktet Rhopus och familjen sköldlussteklar. Inga underarter finns listade i Catalogue of Life.